# Tour de Colombie 1986
Le Tour de Colombie 1986, qui se déroule du 5 au 15 juin 1986, est une épreuve cycliste remportée par le Colombien Luis Herrera, qui empoche ainsi son troisième Tour de Colombie. Cette course est composée de treize étapes.

## Bilan sportif
Pas moins d'un million de personnes assistent à Bogota à la troisième victoire consécutive de Luis Herrera dans son Tour national, malgré la pluie dense. Herrera monte sur le podium face au stade El Campín avec un large avantage de sept minutes et trois secondes sur son dauphin Omar Hernández.
Lors de la dernière étape menant les coureurs de Duitama à Bogota, sous de basses températures et une pluie continuelle, Raúl Mesa, le directeur sportif de la formation Postobón lance Pablo Wilches dans une bataille quasi-solitaire. Elle se termine par la victoire de ce dernier. Si les deux précédentes journées s'étaient déroulées sur un rythme assez tranquille, il n'en fut pas de même pour le dernier jour avec l'attaque frontale des Postobón face aux Café de Colombia-Pilas Varta. Attaquant de toutes parts Luis Herrera, celui-ci a du s'employer pour repousser les assauts. Durant les 207 kilomètres, Luis Herrera sut défendre l'avantage finalement définitif qu'il avait pris dans le Páramo de Letras (es).
Le dimanche 15 juin 1986 à 16 h 45, la 36e Vuelta se termine par la triple couronne de Herrera qui cette année engrange trois classements distinctifs, le classement général individuel, le trophée des grimpeurs et le classement combiné. Il est accompagné au tableau d'honneur par Rubén Darío Beltrán, vainqueur du classement de la régularité et par Ivan Romanov, vainqueur du classement des étapes volantes (et unique coureur tombé dans le sprint qui clôt la compétition). Montent également sur le podium Gustavo Wilches, Alberto Camargo et l'équipe A de la formation Postobón pour recevoir leurs distinctions à la suite de leur victoire chez les amateurs, les néophytes et dans le classement par équipes, en sus de Pablo Wilches vainqueur de l'étape.
Luis Herrera est non seulement escorté par ses parents comme trois semaines plus tôt lors de sa victoire dans le Clásico RCN ou lors de ses deux précédentes victoires dans son Tour national, il est aussi accompagné par un vaste phénomène de masse qui secoue le pays entier, grâce à l'afición de ses supporters.
Quatre-vingt-quatre coureurs terminent cette 36e édition, qui a connu également trente-deux abandons en majorité en raison de blessures. L'épreuve laisse l'impression d'avoir vu trois courses en une.

La première est une sorte de monologue qui se déroula sur quatre-vingt kilomètres entre Mariquita et l'Alto de Letras, avec une ascension remarquable de Luis Herrera. De là à l'arrivée à Manizales, le Tour de Colombie commença et se termina.

La seconde est une course pour la deuxième place disputée par les quatre-vingt-trois "autres" concurrents. Place de dauphin qui échoit au meilleur néo-professionnel du Tour d'Espagne 1986, Omar Hernández. Résultat assez logique en considérant sa préparation les six mois précédents la compétition.

Et la troisième, disputée pour le titre de meilleur jeune, de laquelle émerge, dans une lutte équilibrée, le Boyacense Alberto Camargo.
La deuxième course s'est révélée intéressante à bien des égards en révélant une nouvelle génération de coureurs et en surprenant par la compétitivité de coureurs plus âgés. Des premiers se détachent Gustavo Wilches, Omar Hernández, Alberto Camargo ou Pedro Saúl Morales qui franchissent un palier dans ce Tour qui paraissait infranchissable au départ. Dans la seconde catégorie, se distinguent Edgar Corredor, bien au-dessus de ce qu'il a montré en Espagne ou lors des précédentes éditions et Heriberto Urán (es), à la performance similaire, qui gagnent ainsi leur place pour le prochain Tour de France. Mais la grosse surprise de l'épreuve est Rogelio Arango (en), le rouleur de Valle del Cauca, passant en tête à l'alto de San Miguel et résistant dans tous les autres cols au programme pour terminer au pied du podium. 
Enfin Álvaro Pino, vainqueur du Tour d'Espagne un mois auparavant, termine premier européen et vingtième d'une course qu'il a trouvé « très dure ».

## Classement général
Les dix premiers au classement général sont :
| Classement final | Classement final     | Classement final | Classement final               | Classement final    |
|                  | Coureur              | Pays             | Équipe                         | Temps               |
| ---------------- | -------------------- | ---------------- | ------------------------------ | ------------------- |
| 1er              | Luis Herrera         | Colombie         | Café de Colombia-Pilas Varta A | en 42 h 51 min 43 s |
| 2e               | Omar Hernández       | Colombie         | Postobón B                     | + 7 min 3 s         |
| 3e               | Israel Corredor      | Colombie         | Postobón A                     | + 7 min 7 s         |
| 4e               | Rogelio Arango (en)  | Colombie         | Postobón B                     | + 7 min 32 s        |
| 5e               | Edgar Corredor       | Colombie         | Café de Colombia-Pilas Varta A | + 8 min 8 s         |
| 6e               | Heriberto Urán (es)  | Colombie         | Postobón A                     | + 8 min 36 s        |
| 7e               | Gustavo Wilches      | Colombie         | Postobón Amateur               | + 9 min 1 s         |
| 8e               | Pedro Saúl Morales   | Colombie         | Postobón C                     | + 9 min 40 s        |
| 9e               | Alirio Chizabas (es) | Colombie         | Kelme                          | + 10 min 26 s       |
| 10e              | Reynel Montoya       | Colombie         | Postobón A                     | + 10 min 31 s       |
| modifier         |                      |                  |                                |                     |